# Lutherkirche (Stralsund)
Die Lutherkirche Stralsund ist ein Kirchengebäude im Stadtteil Tribseer von Stralsund.

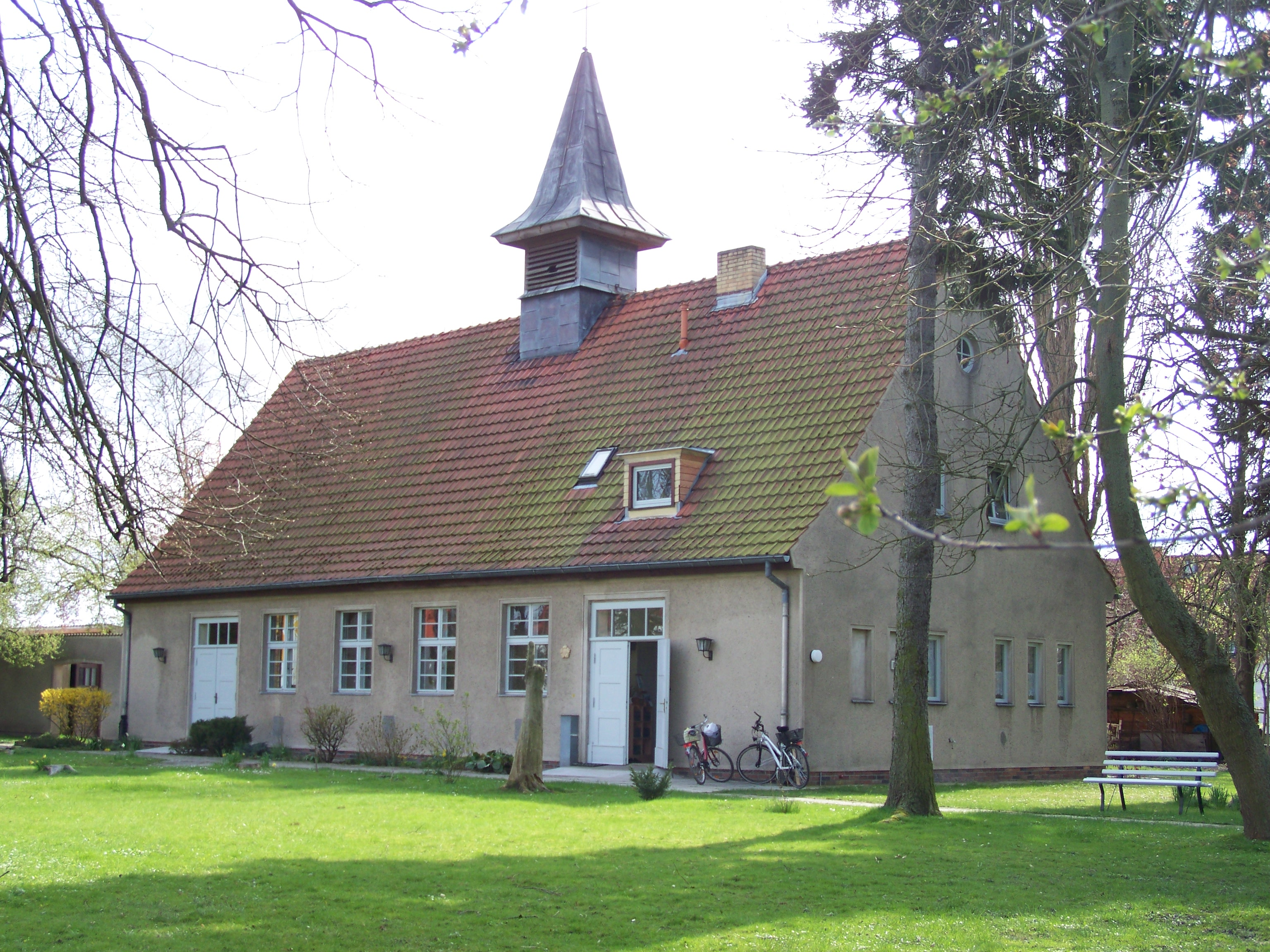
Lutherkirche Stralsund (2008)

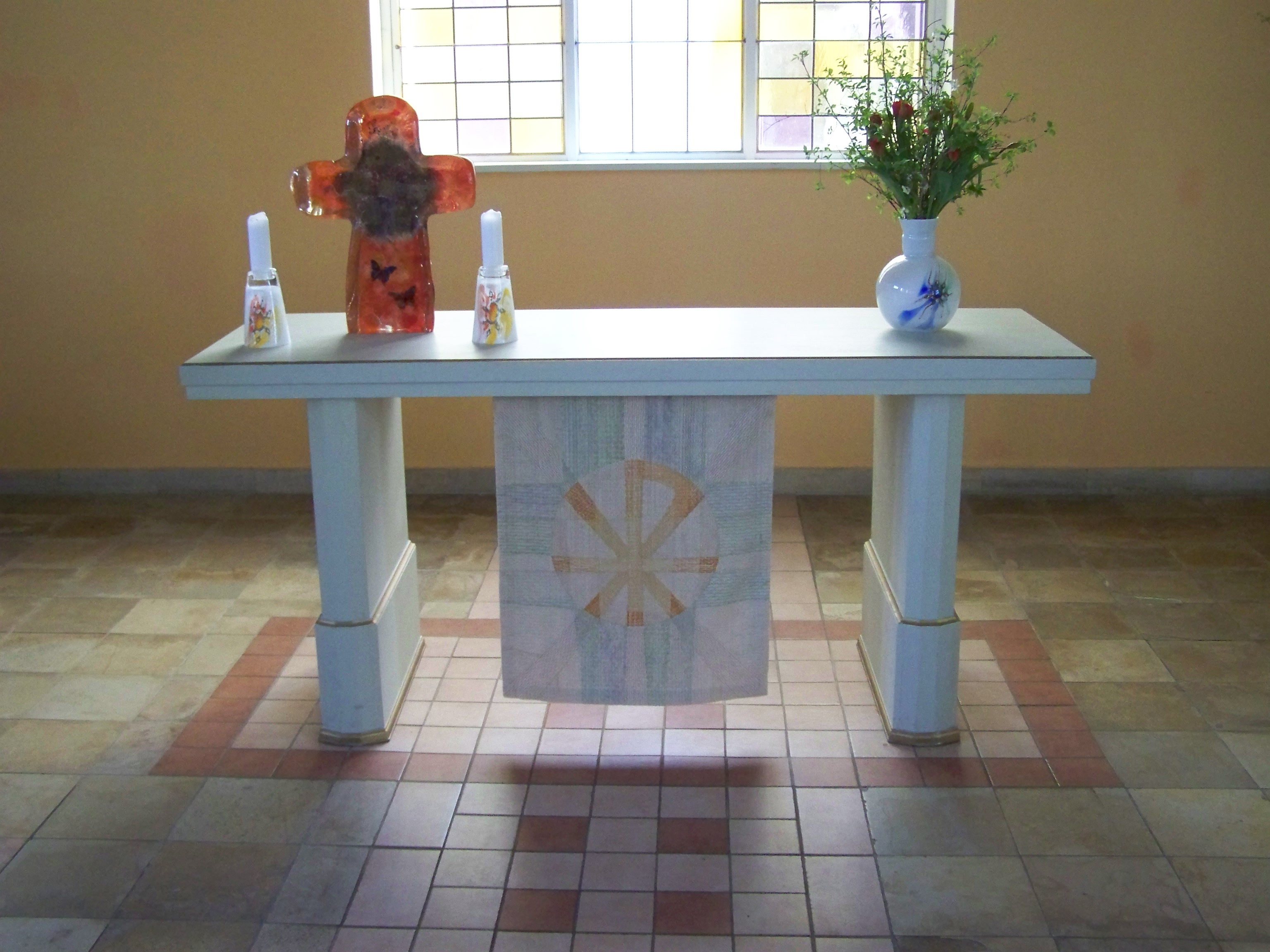
Altar (2008)

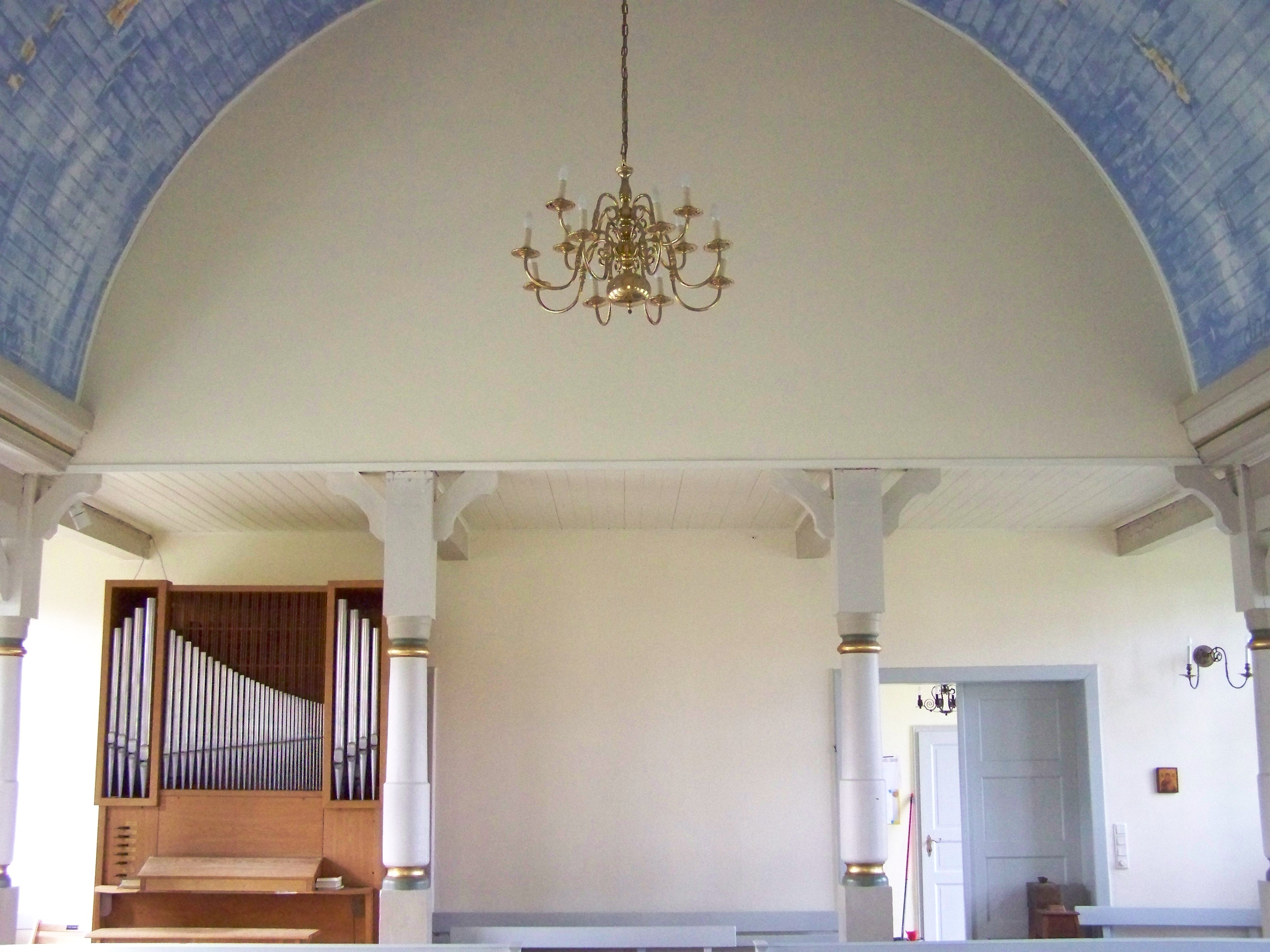
Tonnengewölbe, Orgel (2008)

## Geschichte
Die im schlichten Stil der umgebenden Siedlungshäuser gehaltene Kirche in der Alten Richtenberger Straße Nr. 87 wurde von 1936 bis 1937 auf einem parkähnlichen Gelände errichtet und 1937 am Reformationsfest eingeweiht. Als Weihespruch wurde „Jesus Christus gestern heute und derselbe auch in Ewigkeit“ gewählt.
Seit Juli 2002 ist das Gebäude in die Liste der Baudenkmale in Stralsund eingetragen.

## Ausstattung
Ein kleiner Dachreiter mit Kreuz beherbergt die Glocke der Lutherkirche.
Die Kirche besitzt ein Tonnengewölbe. Durch diesen und den Längsbau ist der Kirchenraum groß und hell.

## Gemeinde
Die Luthergemeinde entstand als Tochtergemeinde von St. Marien. Heute gehört die Luthergemeinde zum Gemeindeverband St. Marien und ist organisiert in der Propstei Stralsund im Pommerschen Evangelischen Kirchenkreis der Evangelisch-Lutherischen Kirche in Norddeutschland. Vorher gehörte sie zum Kirchenkreis Stralsund der Pommerschen Evangelischen Kirche.